# Manolo de la Rivera
Manuel Ribera Ruiz, conocido artísticamente como Manolo de la Rivera (a veces transcrito como Manolo de la Ribera) , fue un cantaor español nacido en Adra (provincia de Almería, Andalucía) en 1912.

## Estilo y trayectoria
Fue Manolo de la Ribera un especialista en los cantes mineros y de Levante propios de su tierra natal. Los críticos hablan de su estilo como una combinación de lo ingenuo y lo ingenioso, del barroco petulante y la genialidad arriesgada. El flamencólogo Anselmo González Climent describe sus cantes así: 

Como primera impresión nos sorprende el dibujo de sus rápidos lanceos (rápidas alturas), sostenidos con compleja habilidad para luego invitarnos a unos descensos plenos de soltura inconcebible. Cuando su ataque del cante culmina y todo después parece imposible, el Niño de la Ribera se zambulle en apoyaturas simples, trilladas a veces, pero compaginadas con real maestría. Estas distorsiones entre ambos extremos las disimula y las engracia con un portentoso sentido del desenlace. Desenlace peligroso en casi todos los casos, fórmulas inverosímiles y, sin embargo, felizmente despejadas en su propia rapidez.

Fue un gran difusor de los estilos almerienses, como los fandangos de Almería, los verdiales y las arrieras de Dalías.

## Discografía
- Nueva Antología Flamenca. - RCA (1980)
- Magna Antología del Cante Flamenco - Hispavox (1982 - 1992)
- Cátedra del Cante, vol. 43: Manolo de la Rivera (1996)
- Antología de Cantaores Flamencos - EMI (2003)